# Amplirhagada wilsoni
Amplirhagada wilsoni är en snäckart som beskrevs av Alan Solem 1981. Amplirhagada wilsoni ingår i släktet Amplirhagada och familjen Camaenidae. Inga underarter finns listade i Catalogue of Life.